# Prix Henri-Hertz
Le prix Henri-Hertz est un prix littéraire créé en 1986 par la Chancellerie des universités de Paris, la Sorbonne, grâce à un legs offert par la veuve d'Henri Hertz. Il « récompense une œuvre (historique, critique ou de fiction) propre à faire connaître et comprendre les préoccupations éthiques ou civiques du courant auquel il a appartenu ».

## Historique
Né en 1875, dans une famille juive de Lorraine, Henri Hertz était journaliste et écrivain. Il est l'ami d'Apollinaire, de Max Jacob, d' Alfred Jarry et des Symbolistes... Très marqué par l'affaire Dreyfus et conscient de l'importance de la question du Judaïsme, il est l'un des fondateurs du « Comité d’Action France-Palestine » et devient, après 1925, secrétaire général de la section française du Congrès juif mondial. Il collabore au Mercure de France, à la Revue blanche, à La Démocratie sociale, que dirigeait Aristide Briand, et à la revue symboliste La Phalange. Henri Hertz est mort en 1966.

## Liste des lauréats
Le prix a couronné :
- 1986 - Jean-Yves Mollier, Michel et Calmann Lévy ou la naissance de l’édition moderne (1836-1891), (Calmann-Lévy)
- 1987 - Simon Doubnov Lettres sur le judaïsme ancien et nouveau Traduit du russe, annoté et présenté par Renée Poznanski (Le Cerf)
- 1988 - Katharina von Bülow L'Allemagne entre père et fils
- 1989 - Julia Kristeva
- 1990 - Annette Kahn Robert et Jeanne Éditions Payot
- 1991 - André Chouraqui L'Amour fort comme la Mort
- 1992 - Annette Wieviorka
- 1993 - Revue Annales de l'EHESS, « L'année 1942 et les Juifs en France : présence du passé, lenteur de l'Histoire Vichy,

l'Occupation, les Juifs » (Numéro spécial Annales, présenté par Lucette Valensi, directeur d'études de l'EHESS)
- 1994 - Françoise Basch, De l'affaire Dreyfus au crime de la Milice (Plon)
- 1995 - Pas de lauréat
- 1996 - 
  - Nicole Loraux, Né de la Terre - Mythe et politique à Athènes (Le Seuil)
  - Christine Van Rogger Andreucci , Max Jacob, acrobate absolu (Champ Vallon) / Mention particulière
- 1997 - Pas de lauréat
- 1998 - Simon Schwarzfuchs Aux prises avec Vichy (Calmann-Lévy) et mention particulière pour Dominique Laury Un hiver à voix basse (Calmann-Lévy)
- 1999 - Pas de prix décerné
- 2000 - Françoise Séligmann Liberté, quand tu nous tiens , (Fayard)
- 2001 - Pas de lauréat
- 2002 - Carine Trevisan Les fables du deuil (P.U.F.)
- 2003 - Danièle Gervais-Marx Ligne de démarcation (Aigues-vives)
- 2004 - Michel Laffitte Un engrenage fatal : L'UGIF (Union générale des Israélites de France) face aux réalités de la Shoah, (Liana Levi)
- 2005 - 
  - Frédéric Régent, Esclavage, métissage, liberté : La Révolution française en Guadeloupe 1789-1802 (Grasset)
  - Zahia Rahmani, Moze (Sabine Wespieser éditeur) / Mention particulière
- 2006 - Gilles Heuré L'insoumis- Léon Werth 1878-1955 (Viviane Hamy)
- 2007 - 
  - Sophie Cœuré La mémoire spoliée. Les archives des Français butin de guerre nazi puis soviétique (Payot)
  - Claudine Drame, Des films pour le dire. Reflets de la Shoah au cinéma (Métropolis)
- 2008 - 
  - Jean-Yves Le Naour, L’affaire Malvy
  - Romain Ducoulombier, Régénérer le socialisme. Aux origines du communisme en France (1905-1925) Vol. 1 et Vol. 2
- 2009 - 
  - Fabrice Bouthillon, Et le bunker était vide... (Hermann)
  - Renée Poznanski, Propagandes et persécutions : La Résistance et le problème juif (Fayard)
- 2010 - Jacques Le Rider L'Allemagne au temps du réalisme (Albin Michel)
- 2011 - Pas de lauréat
- 2012 - 
  - Cécile Vast, L'identité de la Résistance. Être résistant de l'Occupation à l'après-guerre (Payot)
  - Yuji Murakami, L'affaire Dreyfus dans l'œuvre de Proust (thèse)
- 2013 - Pas de lauréat
- 2014 - Sarah Fainberg, Les discriminés. L’antisémitisme soviétique après Staline (Fayard)
- 2015 - Alexandre de Vitry, L’individu et la cité dans l’œuvre en prose de Charles Péguy (thèse)
- 2016 - Anne-Isabelle Langlois, Les archives de la princesse Iltani découvertes à Tell al-Rimah (thèse)
- 2017 - Pas de lauréat
- 2018 - Simon Perego, Pleurons-les, bénissons leurs noms. Les commémorations de la Shoah et de la Seconde Guerre mondiale dans le monde juif parisien entre 1944 et 1967 : rituels, mémoires et identités (thèse)
- 2019 - Romain Guicharrousse, Les étrangers au sein de la communauté athénienne (Ve – IIIe s. av. n. è.)
- 2020 - Laure Fourtage, Et après ? Une histoire du secours et de l'aide à la réinsertion des rescapés juifs des camps nazis (France, 1943-1948)
- 2021 - Guillaume Pollack À travers les frontières. La résistance des réseaux (1940-1945). Thèse soutenue à l'université Paris 1 le 10 septembre 2020. Publié sous le titre "L'armée du silence. Histoire des réseaux de résistance en France 1940-1945", Paris, Tallandier/Ministère des Armées, 2022
- 2022 - Christophe Urdician, Construction, réhabilitation et destruction de logements sociaux à Montluçon. Quarante ans de politique publique vue à l'échelle locale
- 2023 - 
  - Violaine Baraduc, Violences d'un autre genre. Ethnographier les mémoires criminelles des prisonnières génocidaires du Rwanda
  - Caroline Taïeb, La discrimination des burakumin dans le Japon contemporain : analyse sociologique d'un racisme invisible
- 2024 - 
  - Nils Renard, La terre est affranchie : Henri Grégoire et les paysages catholiques de la Révolution française (1789-1815)
  - Renata Mustafina, Against Impossible Odds: Defensive Legal Mobilization in Russian Protest-Related Prosecutions (2012-2017) / Mention spécifique
  - Amanjit Kaur Sharanjit, Le droit coutumier du Punjab Britannique (1849-1947). Des aspects et des enjeux d'un droit colonial / Mention spécifique[3].